# Nehren (Adelsgeschlecht)

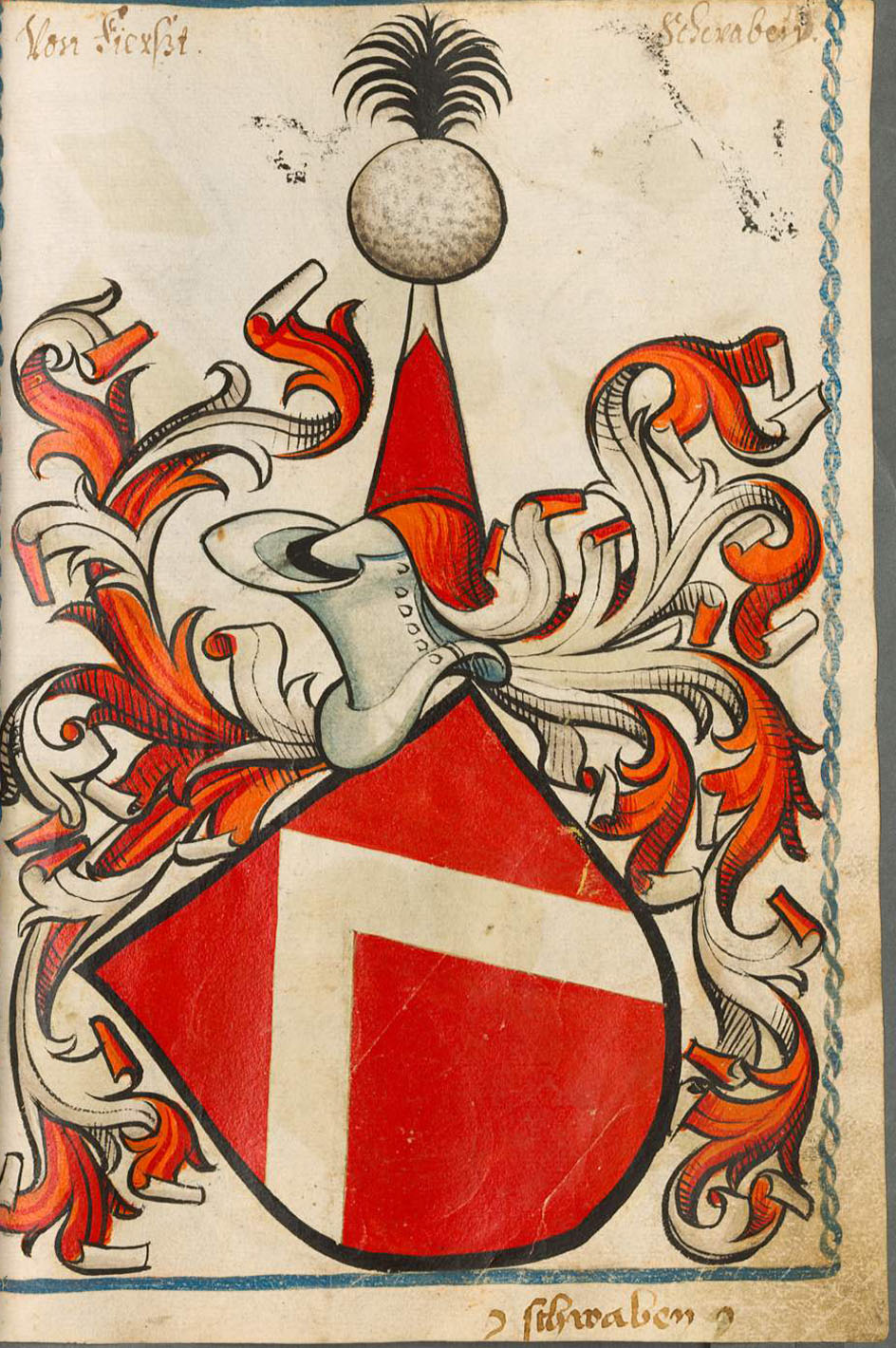
Sparrenwappen der Herren von First und der Herren von Nehren

Die Herren von Nehren waren ein Geschlecht von Niederadligen mit Stammsitz Nehren bei Tübingen. Sie waren versippt mit dem Geschlecht der Horwer und den Leschers aus Kilchberg.

## Geschichte und wichtige Vertreter des Adelsgeschlechts
Laut der amtlichen Kreisbeschreibung von 1972 datiert die Erstnennung eines Mitglieds der Familie auf 1283, aber dafür sind keine weiteren Quellen bekannt.
Reinhard von Nehren wird 1304 urkundlich erwähnt.
Hugo von First war der zweitälteste Sohn des Niederadligen Krafft von Virste, vermutlich einem Zollerischen Lehensmann, der auf Burg First in Öschingen saß. Er erbte 1305 beim Tode seines Vaters die Burg Nehren und das Dorf Nehren, während sein älterer Bruder die Burg First und das Dorf Öschingen erhielt. Hugo nannte sich seitdem „Hug der Nerer von Neran“. Er lebte vermutlich bis zu seinem Tode auf der Burg Nehren.
Die Nerer sahen sich schon bald gezwungen, Teile ihres Besitzes zu verpfänden oder zu verkaufen. Sie zogen daraufhin in die
umliegenden Städte.
Rüdiger Nerer verkaufte 1393 den Restbesitz im Dorf Nehren an die Herter von Dusslingen. Rüdigers jüngerer Bruder Hans wurde Kaplan und später bis 1437 Rektor zu Ofterdingen.
Renhard der Nehrer († 1419) führte das Sparrenwappen der Herren von First.
Die Familie starb 1441 im Mannesstamm aus.

## Urkundliche Erwähnungen
Am 1. Mai 1334 übernahm Hugo der Nerer eine Bürgschaft dafür, dass Diemo und Friedrich, die Herter genannt, von den Gütern, die sie von ihrem Oheim Anselm von Hailfingen erhalten haben, mit Bewilligung von dessen Söhnen Konrad und Heinrich 4 Malter Korn, 4 Malter Roggen, 10 Schillinge, 1 Gans, 2 Herbsthühner und 50 Eier von Rüdigers Hof zu Hirschau und 10 Schillinge von der Taverne daselbst um 80 Pfund Heller an das Kloster Bebenhausen verkauften.
Am 21. Januar 1364 verkauften Klaus Horwer und seine Gattin Elisabeth, die Nererin, des verstorbenen Hug Nerers Tochter, an den Altar der Frühmesse zu Ofterdingen auf dem Berg 1 Pfund Heller von ihrem Hof, den Bugg Blum erbaut hatte, um 20 Pfund Heller.
Am 22. April 1414 erstellte der Pfaffe Hans von Nehren, Frühmesser zu Ofterdingen, einen Erblehensbrief für Benz Amblung aus Ofterdingen um 2 Jauchert Acker im Maisenhardter Hof.

## Wappen
Die Nerer führten das Wappen der Lescher mit einem Sparren, was vielleicht mit den Ehen der Adelheid Nererin mit Heinrich Lescher und der Tochter Reinhards von Nehren mit Konrad Lescher von Kilchberg zusammenhängt.